# Saint-Cast-le-Guildo
Saint-Cast-le-Guildo är en kommun i departementet Côtes-d'Armor i regionen Bretagne i nordvästra Frankrike. Kommunen ligger i kantonen Matignon som tillhör arrondissementet Dinan. År 2022 hade Saint-Cast-le-Guildo 3 353 invånare.

## Befolkningsutveckling
Antalet invånare i kommunen Saint-Cast-le-Guildo
Referens:INSEE